# Дизъюнктное объединение

Дизъюнктное объединение множеств и — это другое множество, которое состоит из всех элементов множеств и, помеченных (проиндексированных) именем множества, из которого они происходят. Таким образом, элемент, принадлежащий как A, так и B, появляется дважды в несвязном объединении с двумя разными метками.

Дизъюнктное объединение (также несвязное объединение или несвязная сумма) — это измененная операция  объединения множеств в  теории множеств, которая, неформально говоря, заключается в объединении непересекающихся «копий» множеств. В частности дизъюнктное объединение двух конечных множеств, состоящих из {\displaystyle a} и {\displaystyle b} элементов, будет содержать ровно {\displaystyle a+b} элементов, даже если сами множества пересекаются.

## Определение
Пусть {\displaystyle \{A_{i}|i\in I\}} — семейство множеств, перечисленных индексами из {\displaystyle I}. Тогда дизъюнктное объединение этого семейства есть множество
{\displaystyle \bigsqcup _{i\in I}A_{i}=\bigcup _{i\in I}\{(x,i)|x\in A_{i}\}}
Элементы дизъюнктного объединения являются упорядоченными парами {\displaystyle (x,i)}. Таким образом {\displaystyle i} есть индекс, показывающий, из какого множества {\displaystyle A_{i}} элемент вошёл в объединение. Каждое из множеств {\displaystyle A_{i}} канонически вложено в дизъюнктное объединение как множество
{\displaystyle A_{i}^{*}=\{(x,i)|x\in A_{i}\}.}
При {\displaystyle \forall i,j\in I:i\neq j} множества {\displaystyle A_{i}^{*}} и {\displaystyle A_{j}^{*}} не имеют общих элементов, даже если {\displaystyle A_{i}\cap A_{j}\neq \varnothing }. В вырожденном случае, когда множества {\displaystyle A_{i}\forall i\in I} равны какому-то конкретному {\displaystyle A}, дизъюнктное объединение есть  декартово произведение множества {\displaystyle A} и множества {\displaystyle I}, то есть
{\displaystyle \bigsqcup _{i\in I}A_{i}=A\times I.}

## Использование
Иногда можно встретить обозначение {\displaystyle A+B} для дизъюнктного объединения двух множеств или следующее для семейства множеств:
{\displaystyle \sum _{i\in I}A_{i}.}
Такая запись подразумевает, что мощность дизъюнктного объединения равна сумме мощностей множеств семейства. Для сравнения, декартово произведение имеет мощность, равную произведению мощностей.
В категории множеств дизъюнктным объединением является прямая сумма. Термин дизъюнктное объединение также используется в отношении объединения семейства попарно непересекающихся множеств. В этом случае дизъюнктное объединение обозначается, как обычное объединение множеств, совпадая с ним. Такое обозначение часто встречается в информатике. Более формально, если {\displaystyle C} — это семейство множеств, то
{\displaystyle \bigcup _{A\in C}A}
есть дизъюнктное объединение в рассмотренном выше смысле тогда и только тогда, когда при любых {\displaystyle A} и {\displaystyle B} из {\displaystyle C} выполняется следующее условие:
{\displaystyle A\neq B\implies A\cap B=\varnothing .}

## Вариации и обобщения
- Если все множества дизъюнктного объединения наделены топологией, то само дизъюнктное объединение топологических пространств (то есть множеств наделённых топологией) имеет естественную топологию — самую сильную топологию такую, что каждое включение является непрерывным отображением. Дизъюнктное объединение с этой топологией называется несвязным объединением топологических пространств.